# Fuerte de Cobos
El fuerte de Cobos (24°44′12″S 65°5′38″O / -24.73667, -65.09389), cuyo nombre original era Nuestra Señora de Santa Ana, es una fortificación conservada como monumento histórico nacional ubicada en el municipio de Campo Santo, en las cercanías de la localidad de Cobos del departamento General Güemes, en la provincia de Salta, Argentina. Su función fue la de ser un puesto de avanzada, vigilancia y protección de la ciudad de Salta contra el ataque de los indígenas del Gran Chaco.

## Ubicación
El fuerte de Cobos se encuentra a una altitud de 807 m s. n. m. en un área rural del valle de Siancas, 600 metros al oeste de la localidad de Cobos, con la cual está comunicado por un camino. Unos 2000 metros al norte del fuerte corre el río Mojotoro, mientras que a unos 800 metros al sur lo hace la ruta nacional N.° 9.
La ubicación del fuerte corresponde al punto en donde el Camino Real proveniente de San Miguel de Tucumán, se bifurcaba en un ramal hacia la ciudad de Salta y otro hacia San Salvador de Jujuy. En la carrera de postas se hallaba al noreste de la posta de Cabeza de Buey. La estratégica ubicación del fuerte en una suave ladera que domina una llanura, permitía cerrar el acceso al valle de Lerma por el este, controlando las cabeceras orientales de las quebradas del Mojotoro y de la Orqueta que comunican con la ciudad de Salta.

## Estructura
El fuerte fue construido en adobe, conformando sus muros perimetrales un cuadrado de 100 metros por lado, orientándose uno de sus vértices en dirección nornoreste. En dos de sus vértices opuestos se hallaban baluartes defensivos, estando la puerta de acceso en el vértice ubicado hacia el oriente. En el centro del cuadrado se encuentra una edificación de dos pisos con balcones que permiten la visualización del terreno circundante. El techo es de cañizo y de barro.

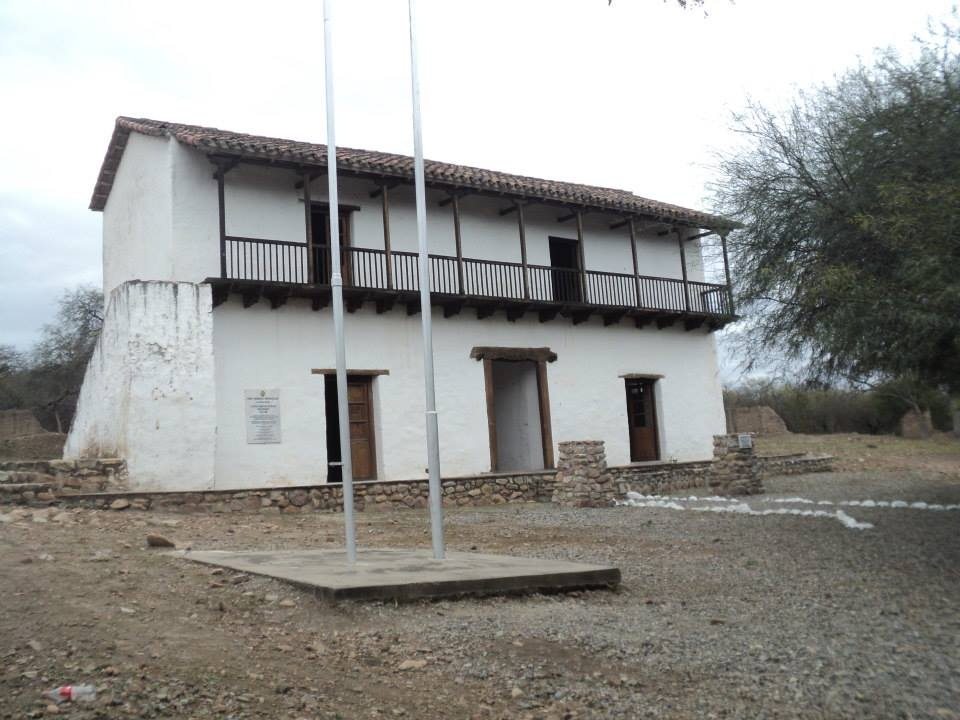
Fuerte de Cobos

## Historia
El establecimiento de colonos españoles en el valle de Siancas se produjo con seguridad al año siguiente de la fundación de la ciudad de Salta en 1582 debido al otorgamiento de mercedes de tierra, sin embargo, algunos historiadores creen que el gobernador Gonzalo de Abreu y Figueroa fundó una ciudad denominada San Clemente de la Nueva Sevilla un año antes en el sitio de Cobos, y que fue trasladada y renombrada por Hernando de Lerma para fundar la ciudad de Salta. En el lugar fue establecido un puesto de avanzada que debido a los ataques de los indígenas el gobernador del Tucumán Tomás Félix de Argandoña decidió transformar en fuerte. La fundación fue realizada el 26 de agosto de 1690 por el teniente gobernador de Salta, Diego Diez Gómez.
En 1733 la edificación fue reconstruida por el gobernador Juan de Armasa y Arregui, hecho que quedó registrado en el dintel de acceso al fuerte:

Año D este fuerte lo hiso el S. S. Dn. Jn de arman 1.733 so y aregi sie Do Gor y Capitán Gel.

El mismo gobernador ordenó construir un oratorio en el fuerte con la intención de trasladar allí a la capilla de Nuestra Señora de la Candelaria que estaba muy deteriorada en la hacienda de La Viña, ubicada a 2 leguas, pero no fue autorizado.
En 1772 fue creado un regimiento de milicias para guarnecer el fuerte de Cobos, llamado 2° de Caballería, siendo su coronel Antonio Figueroa.
En 1772 fue establecida una posta en el fuerte, por el visitador de correos Alonso Carrió de la Vandera, quien recorrió y estableció la carrera de postas entre Buenos Aires y Lima. Carrió de la Vandera viajaba con el indígena cuzqueño Calixto Bustamante Carlos, a quien se atribuye el pseudónimo de Concolorcorvo, que es la firma con la que se editó el libro El lazarillo de ciegos caminantes desde Buenos Aires hasta Lima, publicado en 1773 y en el cual se dice que la casa del fuerte estaba tan arruinada, que costaba subir la escalera. Concolorcorvo dice que el fuerte entonces era propiedad y vivienda familiar de Rosalía Martínez y de su esposo Francisco Xavier de Olivares.
En septiembre de 1775 una gran invasión indígena destruyó e incendió el fuerte junto con los de Balbuena y San José.
El fuerte de Cobos fue escenario de la guerra de la Independencia Argentina, durante la retirada del Ejército Auxiliar del Perú (o del Norte) que siguió a la segunda expedición auxiliadora al Alto Perú, el fuerte fue una de las paradas del Éxodo Jujeño. Allí, el 26 de agosto de 1812 la retaguardia del ejército que cubría la retirada de los jujeños, al mando de Eustoquio Díaz Vélez, fue desalojada por la vanguardia realista al mando del coronel Agustín Huici. 
Cuando luego de triunfar en la batalla de Tucumán, Manuel Belgrano revirtió el movimiento retrógrado del ejército auxiliar, el comandante realista Pío Tristán retrocedió con sus fuerzas derrotadas hasta Cobos, para posteriormente dejar allí una guarnición menor y situarse en Salta. El virrey del Perú, Fernando de Abascal y Sousa, había ordenado la reconstrucción del fuerte y el establecimiento de una guarnición reforzada en él, pero Tristán no lo creyó necesario pensando que Belgrano no podía avanzar en temporada de lluvias. Tras dos meses de marcha cruzando lodazales y ríos desbordados, Belgrano recuperó en un ataque por sorpresa el fuerte de Cobos el 14 de febrero de 1813, poco antes de la batalla de Salta, quedando algunos realistas muertos y heridos. Una partida de exploración realista logró avistar al ejército a último momento y llevar la alarma a la ciudad de Salta junto con los que lograron huir. 
A principios de 1814 el general realista Juan Ramírez Orozco volvió a ocupar el fuerte de Cobos.
Durante la Guerra Gaucha las milicias de Martín Miguel de Güemes tuvieron algunos encuentros con los realistas en esta zona, que fue utilizada como campamento por Güemes. Allí se entrevistó con el director supremo Juan Martín de Pueyrredón el 15 de junio de 1816, quien le confió la defensa de la frontera norte y al día siguiente ordenó desde allí a José Rondeau que se dirigiera con todo el ejército a Tucumán.
En 1841 Juan Lavalle descansó en el fuerte de Cobos durante la retirada que finalizó con su muerte en Jujuy.
Fue donado al Estado nacional por la empresa Cornejo Linares. El 14 de julio de 1941 fue declarado por decreto N.º 95687 como monumento histórico nacional.